# Caddy (hardware)

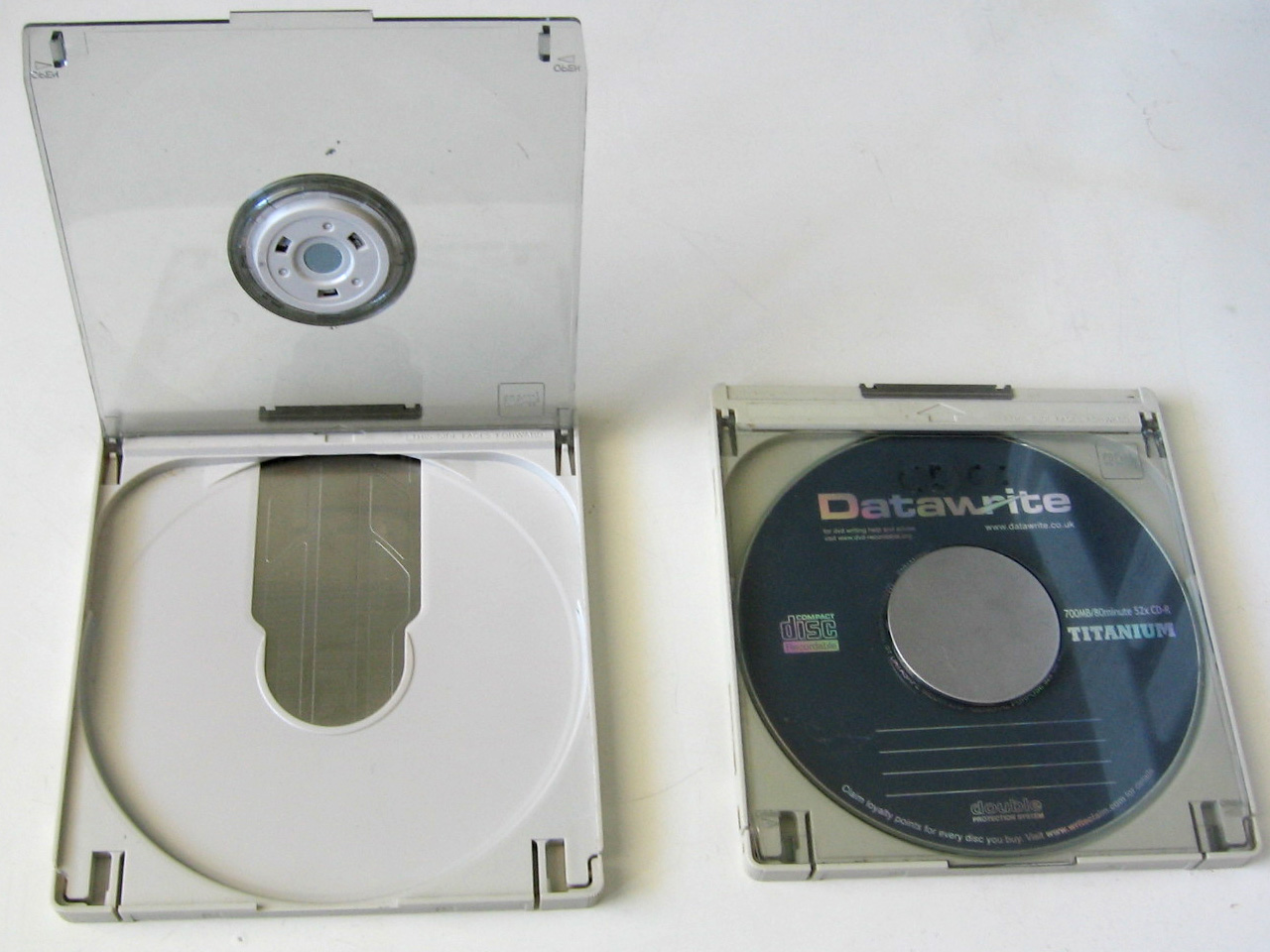
Due CD caddy

Il caddy è un supporto plastico nel quale era necessario inserire i CD nei primi lettori CD-ROM. Forniva ulteriore protezione al disco ma venne in seguito soppiantato dai lettori con cassetto apribile.
La custodia era dotata di una fessura per permettere la lettura dei dati, realizzata con uno sportello (di solito metallico) che si apriva all'inserimento, alla stregua dei Floppy disk da 3½ pollici. Nella parte inferiore c'era un'altra feritoia per permettere la rotazione del disco.
Il Commodore CDTV era dotato di questa tecnologia, secondo alcuni fu anche complice del suo scarso successo commerciale.
Il Minidisc è un esempio di supporto ottico con custodia integrata.